# Colonia Lázaro Cárdenas (ort i Mexiko, Delstaten Mexiko, Texcoco, lat 19,45, long -98,90)
Colonia Lázaro Cárdenas är en ort i Mexiko.   Den ligger i kommunen Texcoco och delstaten Mexiko, i den sydöstra delen av landet, 23 km öster om huvudstaden Mexico City. Colonia Lázaro Cárdenas ligger 2 255 meter över havet och antalet invånare är 1 263.
Terrängen runt Colonia Lázaro Cárdenas är platt åt nordväst, men åt sydost är den kuperad. Runt Colonia Lázaro Cárdenas är det mycket tätbefolkat, med 6 019 invånare per kvadratkilometer. Närmaste större samhälle är Iztapalapa, 19,6 km sydväst om Colonia Lázaro Cárdenas. Trakten runt Colonia Lázaro Cárdenas består till största delen av jordbruksmark.